# Ólvega
Ólvega là một đô thị ở tỉnh Soria, Castile và León, Tây Ban Nha. Theo điều tra dân số năm 2008 của Viện thống kê quốc gia Tây Ban Nha năm 2008, đô thị này có dân số 3.690 người.